# Zweiter Vertrag von San Ildefonso
Der Zweite Vertrag von San Ildefonso war ein völkerrechtlicher Vertrag zwischen Spanien und Frankreich; er wurde am 18. August 1796 von Manuel Godoy (im Namen von Karl IV.) und General de Pérignon (für das französische Direktorium) im Palacio Real unterzeichnet.
Die beiden Staaten schlossen ein gemeinsames defensives und offensives Militärbündnis gegen das British Empire.

## Sonstiges
Am 14. Februar 1797 fand vor der portugiesischen Küste die Seeschlacht bei Kap St. Vincent statt. Das spanische Geschwader war auf dem Weg, via Cádiz zur französischen Flotte in Brest zu stoßen.  Obwohl die britische Flotte zahlenmäßig unterlegen war (15 zu 27), gelang es ihr, vier spanische Schiffe zu entern und anschließend das spanische Geschwader in der Bucht von Cádiz zu blockieren.